# Battaglia di San Romano
La Battaglia di San Romano è un trittico di Paolo Uccello, commissionato da Lionardo di Bartolomeo Bartolini Salimbeni, a tecnica mista su tavola, databile al 1438 circa.
La battaglia è rappresentata in tre episodi su altrettanti pannelli, oggi divisi in tre musei:
- Niccolò da Tolentino alla testa dei fiorentini alla National Gallery di Londra (180×320 cm);
- Disarcionamento di Bernardino della Carda (182×323) agli Uffizi di Firenze;
- Intervento decisivo a fianco dei fiorentini di Michele Attendolo (182×317, l'unico firmato, e probabilmente realizzato per ultimo) al Museo del Louvre di Parigi.

## Storia

### L'evento storico
Il dipinto raffigura un episodio storico, la battaglia tra fiorentini e senesi combattuta a San Romano il 1º giugno 1432.
I senesi, guidati da Bernardino Ubaldini della Carda, erano in netta superiorità, ma i fiorentini, comandati da Niccolò da Tolentino, dopo essersi spinti per una ricognizione presso la torre di San Romano (Torre Giulia), nei pressi di Montopoli in Val d'Arno, decisero di attaccare improvvisamente. Quando lo scontro volgeva ormai a sfavore di Firenze, ecco che dall'altra parte del fiume sopraggiunse la colonna dei rinforzi del capitano generale delle milizie fiorentine Micheletto da Cotignola. I senesi allora, ormai stremati dalla battaglia, si diedero precipitosamente alla fuga.

### I Bartolini Salimbeni e i Medici
Le tre tavole,  che rappresentano tre momenti salienti della giornata di battaglia, figuravano nell'inventario redatto subito dopo la morte di Lorenzo il Magnifico (1492), come esposte "nella camera grande terrena, detta La camera di Lorenzo", con riferimento al palazzo Medici di via Larga a Firenze. Per tutto il XX secolo si è creduto che le tre tavole fossero arrivate a Lorenzo in via ereditaria, tramite la commissione diretta di suo nonno Cosimo il Vecchio.
Scoperte documentarie più recenti hanno invece chiarito definitivamente le vicende della commissione e della datazione della serie: le tavole erano state pagate nel 1438 dal ricco ed eminente Lionardo Bartolini Salimbeni, il quale aveva partecipato alla campagna di Lucca, che aveva avuto proprio negli episodi di San Romano i momenti più salienti. I suoi due figli, Damiano e Andrea avevano trasferito l'opera nella villa di famiglia nei dintorni di Firenze, a Santa Maria a Quinto, sui colli a nord-ovest della città. Qui le vide il Magnifico, che insistette tanto per averle e le ottenne nel 1484.

### Dispersione
Con la vendita di Palazzo Medici ai Riccardi, nel 1659, il dipinto, assieme a tutti gli altri arredi, pervenne alla Guardaroba medicea. Nel 1784 le tre tavole arrivarono agli Uffizi; in seguito si decise che i tre pannelli erano troppo simili e si tenne a Firenze quello meglio conservato (Disarcionamento di Bernardino della Carda), vendendo gli altri due come inutili doppioni. La tavola della National Gallery fu acquistata nel 1857; quella del Louvre nel 1863, con la collezione Campana.

## Descrizione e stile
Le tre tavole sono ottimi esempi delle ardite sperimentazioni prospettiche di Paolo Uccello, per le quali era famoso anche tra i contemporanei. In queste opere non usò la perspectiva artificialis, quella di Brunelleschi, riconducibile ad un unico punto di fuga centrale, ma la perspectiva naturalis, con più punti di fuga. Si crea così una veduta duplice, almeno nei pannelli di Londra e Firenze, che separa nettamente la parte anteriore della battaglia dallo sfondo, dove si muovono figure dalle proporzioni irreali e di gusto prettamente tardo gotico. L'insieme intricato infatti ricorda gli arazzi, un bene che all'epoca aveva un valore superiore dei dipinti. I cavalieri infatti indossano armature più da torneo che da battaglia, e ciò vale anche per le finiture dei cavalli.
La tecnica usata prevalentemente è quella della tempera diluita con tuorlo d'uovo, sebbene in alcuni punti l'artista sperimentò leganti oleosi per ottenere alcuni effetti particolari. Diffusa è inoltre l'applicazione di metallo in foglia, sia oro che argento, con alcuni dettagli a rilievo, in pastiglia.
Un disegno autografo dell'artista si trova nel Gabinetto Disegni e Stampe degli Uffizi (n. 14502F).

### Niccolò da Tolentino alla testa dei fiorentini

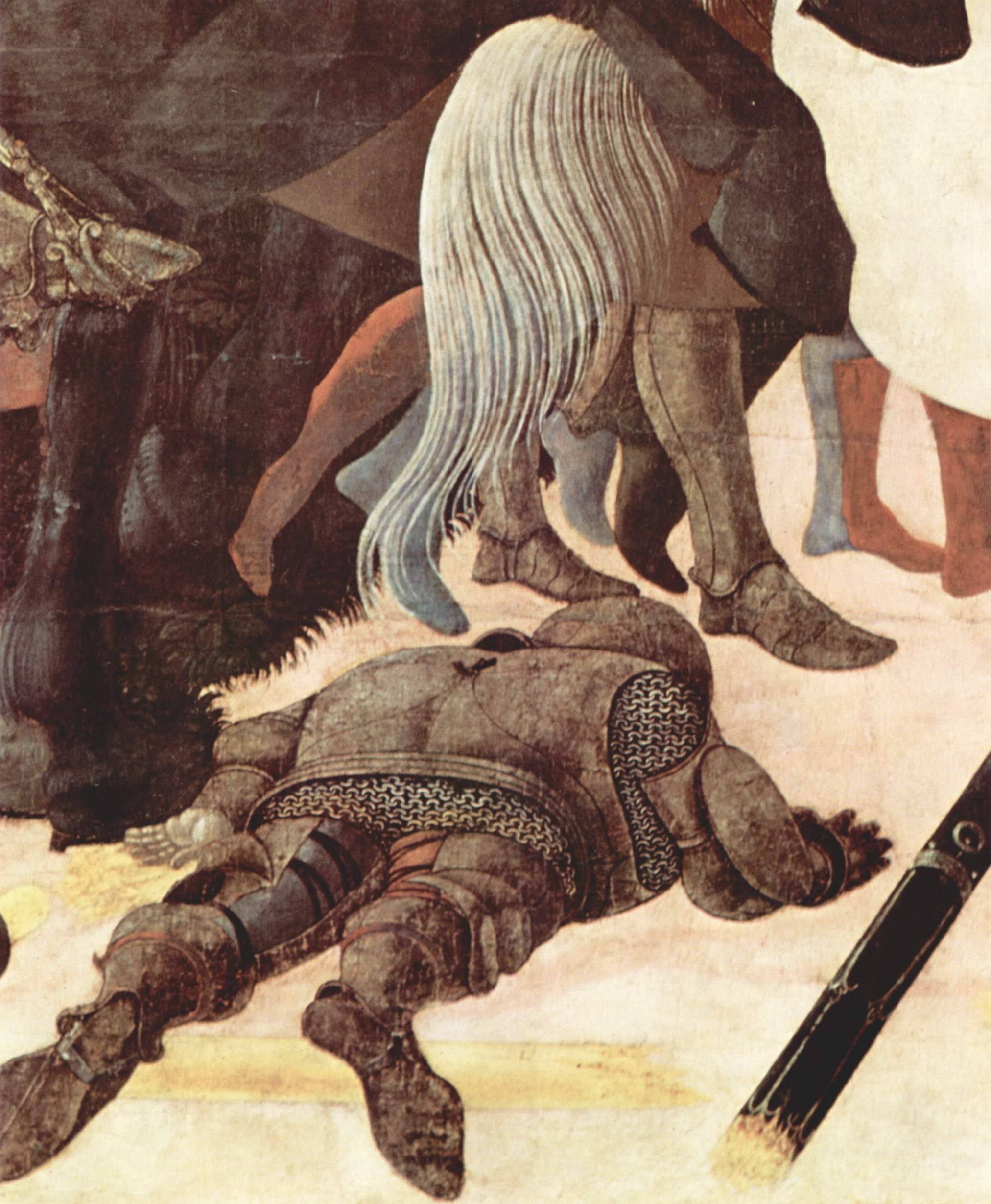
Cavaliere caduto in scorcio

La scena di Londra è quella pervenutaci nelle condizioni più scadenti, che rivelano una parte della preparazione bianca sottostante, soprattutto al suolo. Originariamente la tavola era arcuata, ma venne tagliata probabilmente quando il lavoro passò dai Bartolini Salimbeni ai Medici per essere adattato alla nuova collocazione.
Tutto è incentrato sulla figura di Niccolò da Tolentino, con un vistoso cappello e su un cavallo bianco, che sprona le truppe fiorentine all'attacco. I fiorentini hanno infatti da poco iniziato a sorpresa la battaglia e stanno caricando i senesi. I colori dei cavalieri, in questa come nelle altre tavole, corrispondono da un lato a quelli di Firenze (rosso, argento) e dall'altro a quelli di Siena (nero, argento). Sulla sinistra si vedono le lance dell'esercito di Firenze pronte all'offesa, i vessilliferi e i trombicini che dirigono le forze e le prime vittime del campo distese a terra. Il suolo è composto come una sofisticata griglia prospettica, con le lance cadute che disegnano le maglie di una rete, punteggiata di armi e scudi perduti e col cadavere di un guerriero in armatura, che è visto in un ardito scorcio.
Una siepe di arbusti fioriti, trattati con grande attenzione al dettaglio naturalistico, divide la scena della battaglia dallo sfondo irreale, dove dei giovani, completamente ignari di quello che sta avvenendo, si esercitano a cacciare con la balestra e con i giavellotti. Questi elementi sono legati al gusto cortese del gotico internazionale e dimostrano come l'arte fiorentina del primo Quattrocento vivesse in un clima di transizione, che non escludeva necessariamente un linguaggio figurativo dall'altro. Due cavalieri che si allontanano però ricordano il fatto storico: essi sono andati a chiamare i rinforzi di Michele Attendolo, ciò che determinerà la vittoria.
In questa, come nelle altre scene, compaiono numerosi personaggi che indossano il mazzocchio, un copricapo a forma di toro sfaccettato, sulla cui forma Paolo Uccello eseguì numerosi studi prospettici, in parte pervenutici.

### Disarcionamento di Bernardino della Carda

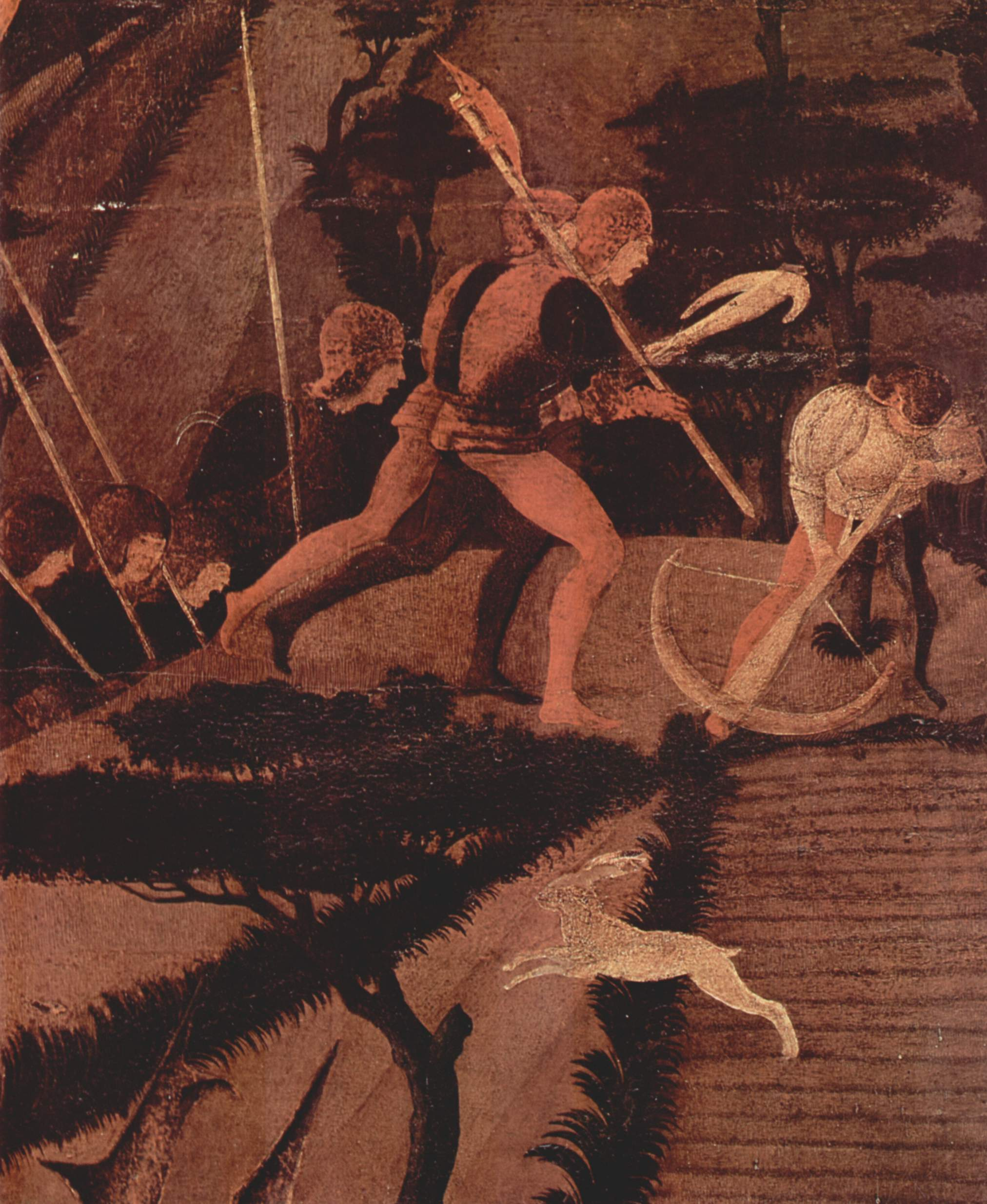
Scena di caccia sullo sfondo

La tavola di Firenze è impostata in maniera simile alla precedente. Delle tre è l'unica che abbia conservato tracce della lamina d'argento che ricopriva le armature, le quali dovevano essere in antico lustre e scintillanti come metallo vero. La scena della battaglia occupa il primo piano, con i due eserciti schierati dalle due parti e con il punto focale sul cavallo bianco del comandante senese al centro, Bernardino della Carda, che sta per cadere, disarcionato da una lancia nemica. Il suo cavallo è esattamente simmetrico a quello del pannello precedente, per cui si pensa che nella collocazione originaria del trittico questi dovessero trovarsi ai lati, o comunque in coppia. A destra, in schieramento senese, si vedono due cavalli di spalle, uno dei quali sta scalciando, forse a suggerire l'inizio della ritirata nemica.
La gamba tesa di Bernardino, la lancia che lo colpisce e quella che sta trafiggendo un guerriero a terra creano un'intelaiatura geometrica a forma di triangolo, che cristallizza la concitazione della scena in una più misurata monumentalità statica. Proprio questo contrasto tra movimento e immobilità, data dall'incatenamento delle figure alla maglia prospettica, è all'origine del fascino della tavola. Le masse dei cavalli in movimento sono ridotte a volumi puri, con i colori irreali (rosa, bianco, azzurro) stesi in larghe zone piatte che ricordano le tarsie. I cavalieri assomigliano più a manichini in corazza, piuttosto che ad uomini veri capaci di muoversi ed agire. Tutti questi elementi generano un effetto surreale, di sogno, dove è assente la drammaticità dello scontro.
Siccome il momento della battaglia è più avanzato, questa volta Paolo Uccello compose un terreno molto più affollato, dove oltre alla griglia di lance (alcune spezzate), alle armi ed agli scudi, si trovano ormai anche dei cavalli abbattuti, scorciati in posizione ardite.
Anche qui lo sfondo è disarticolato dal primo piano e si ritrovano i giovani a caccia con la balestra, di proporzioni esageratamente grandi, con una lepre inseguita da un levriero, che è inseguito a sua volta da un'altra lepre.
Questa tavola è firmata PAVLI VGIELI OPVS in basso a sinistra.

### Intervento decisivo di Michele Attendolo a fianco dei fiorentini

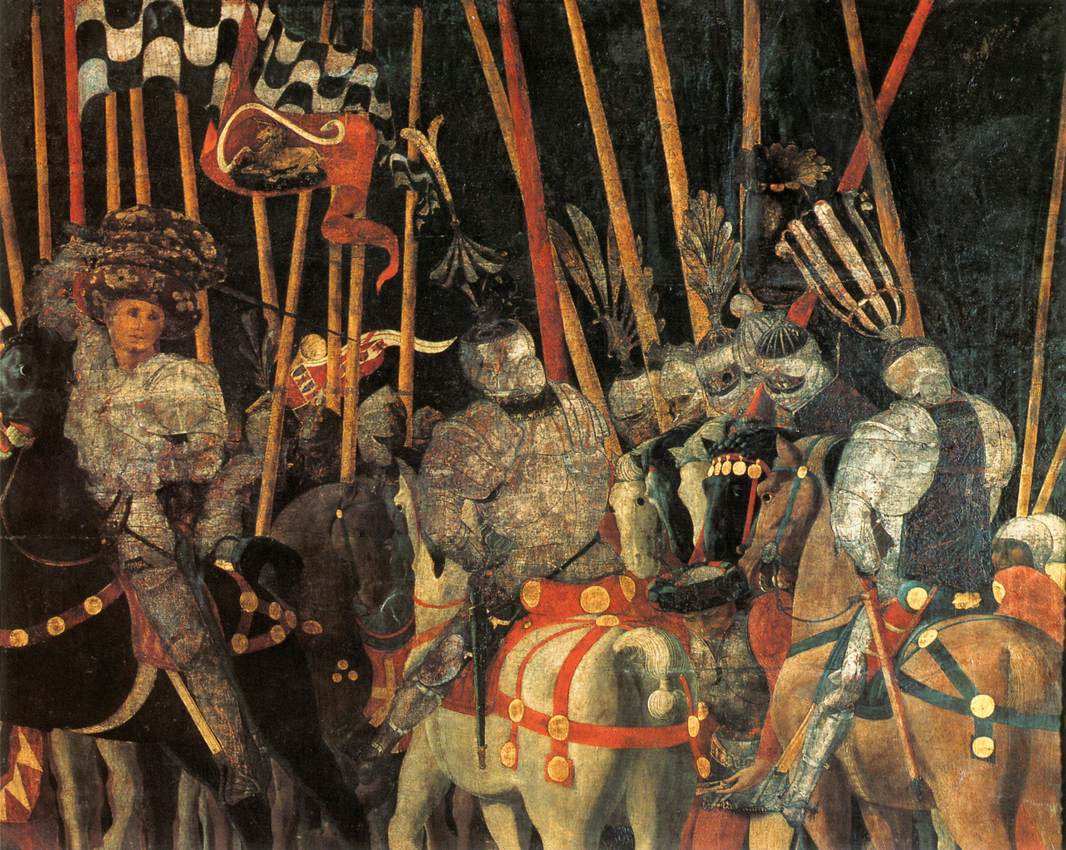
Michele Attendolo con cavalieri al fianco

L'ultima scena, quella di Parigi, fu pure ritoccata agli angoli superiori e in basso a sinistra. È composta in maniera completamente diversa, con un unico fronte di cavalieri che occupa l'intera scena, senza lo sfondo irreale e senza la griglia prospettica al suolo, anche perché si tratta dell'arrivo delle truppe di Michele Attendolo che non sono ancora in battaglia, quindi il pittore non poteva disporre di lance e corpi caduti per allinearli. Alcuni ipotizzano che questa scena sia stata realizzata in un secondo momento, ossia qualche anno più tardi. Storicamente l'intervento del condottiero fu decisivo: nonostante i primi successi dei fiorentini la battaglia infatti volgeva per essi ormai al peggio (le cronache ricordano il comportamento vigliacco di Niccolò da Tolentino, che venne ritrovato per caso, quasi in lacrime, dalle truppe di rinforzo; grazie all'amicizia con Cosimo de' Medici, egli venne in seguito esaltato come eroe della Repubblica e celebrato da un famoso monumento in Duomo).
La composizione dei cavalieri è molto complessa, con un gioco di linee tra le lance issate per la battaglia, gli stendardi al vento e i corpi dei cavalli scalpitanti. Sebbene ne siano sparite le tracce, anche qui le armature dovevano sicuramente essere ricoperte dalla lamina d'argento, che creava un effetto a specchio, con effetti di riflessione che ricordassero il metallo vero e che aumentassero il senso di affascinante irrealtà della scena.